# 1803 au théâtre
| Années du théâtre : 1800 - 1801 - 1802 - 1803 - 1804 - 1805 - 1806    |
| Décennies du théâtre : 1770 - 1780 - 1790 - 1800 - 1810 - 1820 - 1830 |

## Pièces de théâtre représentées
- 16 février : Phèdre de Racine à la Comédie-Française avec Mademoiselle George dans le rôle-titre.
- 19 mars : La Fiancée de Messine, drame historique en vers de Friedrich Schiller, à Weimar.
- L’Abbé de l’Epée de Jean-Nicolas Bouilly, avec Mademoiselle Mars dans le rôle de Clémence.
- 1er juillet : Andromaque de Racine à la Comédie-Française, avec Mademoiselle George dans le rôle d'Hermione.

## Naissances
- 3 janvier : Douglas William Jerrold, écrivain, journaliste et dramaturge britannique, mort le 8 juin 1857.
- 9 janvier : Theodor Döring, comédien allemand, mort le 17 août 1878.
- 17 février : Joseph-Philippe Simon, dit Lockroy, acteur et dramaturge français, mort le 19 janvier 1891.
- 2 mars : François-Arsène Chèze de Cahagne dit Arsène de Cey, auteur dramatique et romancier français, mort le 20 novembre 1887.
- 19 mars : Jules Seveste, dramaturge et directeur de théâtre français, mort le 30 juin 1854.
- 1er septembre : Léon Gozlan, auteur français, mort le 1er septembre 1866.
- 4 septembre : Gustav Emil Devrient, comédien allemand, mort le 7 août 1872.
- Date précise non connue : 
  - Jean Pierre Charles Perrot de Renneville, commissaire-inspecteur près les théâtres et spectacles de Paris et auteur dramatique français, mort le 5 octobre 1874.

## Décès
- 29 janvier :Claire Josèphe Hippolyte Léris dite  Mademoiselle Clairon, actrice française née le 25 janvier 1723.
- 31 mai : Robert Jephson, dramaturge et homme politique irlandais, né vers 1736.
- 8 octobre : Vittorio Alfieri, poète, dramaturge et philosophe italien, né le 16 janvier 1749.